# Pangsan
Pangsan is een bestuurslaag in het regentschap Badung van de provincie Bali, Indonesië. Pangsan telt 2166 inwoners (volkstelling 2010).